# National Football League 1990
La stagione NFL 1990 fu la 71ª stagione sportiva della National Football League, la massima lega professionistica statunitense di football americano. La finale del campionato, il Super Bowl XXV, si disputò il 27 gennaio 1991 al Tampa Stadium di Tampa, in Florida e si concluse con la vittoria dei New York Giants sui Buffalo Bills per 20 a 19. La stagione iniziò il 9 settembre 1990 e si concluse con il Pro Bowl 1991 che si tenne il 3 febbraio a Honolulu.
La stagione fu caratterizzata dal fatto che il calendario fu esteso da 16 a 17 giornate con l'inserimento di un turno di riposo per ogni squadra. Inoltre la formula dei play-off passò da 10 a 12 squadre, con l'aggiunta di un'ulteriore wild card per ogni Conference.

## Modifiche alle regole
- Venne specificato nell'ambito della regola sulla violenza non necessaria (unnecessary roughness) che chiunque colpisca con una testata un avversario è passibile di espulsione.
- Venne precisato che il passaggio in avanti è illegale se qualunque parte del corpo di chi effettua il passaggio è al di là della linea di scrimmage, al momento del rilascio della palla.
- Vennero adottate le seguenti misure per velocizzare il gioco:
  - Il tempo concesso all'attacco per riprendere il gioco, dopo un time out o dopo che il tempo è stato momentaneamente fermato per sanzioni amministrative, venne ridotto da 30 a 25 secondi (nelle situazioni di gioco normale tale intervallo rimase fissato a 45 secondi).
  - In ogni occasione in cui un giocatore esca dal campo con la palla, al di fuori degli ultimi due minuti del secondo quarto o degli ultimi cinque minuti della partita, il cronometro viene fatto ripartire dal momento in cui gli arbitri posizionano la palla e segnalano che il gioco può riprendere.
  - dopo una penalità, al di fuori degli ultimi due minuti del secondo quarto o degli ultimi cinque minuti della partita, il cronometro viene fatto ripartire dal momento in cui gli arbitri posizionano la palla e segnalano che il gioco può riprendere.

## Stagione regolare
La stagione regolare iniziò il 9 settembre e terminò il 31 dicembre 1990, si svolse in 17 giornate durante le quali ogni squadra disputò 16 partite.

### Risultati della stagione regolare
- V = Vittorie, S = Sconfitte, P = Pareggi, PCT = Percentuale di vittorie, PF = Punti Fatti, PS = Punti Subiti
- La qualificazione ai play-off è indicata in verde (tra parentesi il seed)

| AFC East             |    |    |   |     |     |     |
| Squadra              | V  | S  | P | PCT | PF  | PS  |
| (1) Buffalo Bills    | 13 | 3  | 0 | 813 | 428 | 263 |
| (4) Miami Dolphins   | 12 | 4  | 0 | 750 | 336 | 242 |
| Indianapolis Colts   | 7  | 9  | 0 | 438 | 281 | 353 |
| New York Jets        | 6  | 10 | 0 | 375 | 295 | 345 |
| New England Patriots | 1  | 15 | 0 | 63  | 181 | 446 |

| NFC East                |    |    |   |     |     |     |
| Squadra                 | V  | S  | P | PCT | PF  | PS  |
| (2) New York Giants     | 13 | 3  | 0 | 813 | 335 | 211 |
| (4) Philadelphia Eagles | 10 | 6  | 0 | 625 | 396 | 299 |
| (5) Washington Redskins | 10 | 6  | 0 | 625 | 381 | 301 |
| Dallas Cowboys          | 7  | 9  | 0 | 438 | 244 | 308 |
| Phoenix Cardinals       | 5  | 11 | 0 | 313 | 268 | 396 |

| AFC Central            |   |    |   |     |     |     |
| Squadra                | V | S  | P | PCT | PF  | PS  |
| (3) Cincinnati Bengals | 9 | 7  | 0 | 563 | 360 | 352 |
| (6) Houston Oilers     | 9 | 7  | 0 | 563 | 405 | 307 |
| Pittsburgh Steelers    | 9 | 7  | 0 | 563 | 292 | 240 |
| Cleveland Browns       | 3 | 13 | 0 | 188 | 228 | 462 |

| NFC Central          |    |    |   |     |     |     |
| Squadra              | V  | S  | P | PCT | PF  | PS  |
| (3) Chicago Bears    | 11 | 5  | 0 | 688 | 348 | 280 |
| Tampa Bay Buccaneers | 6  | 10 | 0 | 375 | 264 | 367 |
| Detroit Lions        | 6  | 10 | 0 | 375 | 373 | 413 |
| Green Bay Packers    | 6  | 10 | 0 | 375 | 271 | 347 |
| Minnesota Vikings    | 6  | 10 | 0 | 375 | 351 | 326 |

| AFC West                |    |    |   |     |     |     |
| Squadra                 | V  | S  | P | PCT | PF  | PS  |
| (2) Los Angeles Raiders | 12 | 4  | 0 | 750 | 337 | 268 |
| (5) Kansas City Chiefs  | 11 | 5  | 0 | 688 | 369 | 257 |
| Seattle Seahawks        | 9  | 7  | 0 | 563 | 306 | 286 |
| San Diego Chargers      | 6  | 10 | 0 | 375 | 315 | 281 |
| Denver Broncos          | 5  | 11 | 0 | 313 | 331 | 374 |

| NFC West                |    |    |   |     |     |     |
| Squadra                 | V  | S  | P | PCT | PF  | PS  |
| (1) San Francisco 49ers | 14 | 2  | 0 | 875 | 353 | 239 |
| (6) New Orleans Saints  | 8  | 8  | 0 | 500 | 274 | 275 |
| Los Angeles Rams        | 5  | 11 | 0 | 313 | 345 | 412 |
| Atlanta Falcons         | 5  | 11 | 0 | 313 | 348 | 365 |

## Play-off
I play-off iniziarono con il Wild Card Weekend il 5 e 6 gennaio 1991. I Divisional Playoff si giocarono il 12 e 13 gennaio e i Conference Championship Game il 20 gennaio. Il Super Bowl XXV si giocò il 27 gennaio al Tampa Stadium di Tampa.

### Seeding
| Seed | American Football Conference               | National Football Conference             |
| ---- | ------------------------------------------ | ---------------------------------------- |
| 1    | Buffalo Bills (vincitori AFC East)         | San Francisco 49ers (vincitori NFC West) |
| 2    | Los Angeles Raiders (vincitori AFC West)   | New York Giants (vincitori NFC East)     |
| 3    | Cincinnati Bengals (vincitori AFC Central) | Chicago Bears (vincitori NFC Central)    |
| 4    | Miami Dolphins                             | Philadelphia Eagles                      |
| 5    | Kansas City Chiefs                         | Washington Redskins                      |
| 6    | Houston Oilers                             | New Orleans Saints                       |

### Incontri
| Wild Card Game | Wild Card Game                 | Wild Card Game                 | Wild Card Game                 |    |               | Divisional Play-off                        | Divisional Play-off                        | Divisional Play-off                        |                               |                               | Conference Championship       | Conference Championship | Conference Championship |  |  | Super Bowl XXV | Super Bowl XXV | Super Bowl XXV | Super Bowl XXV | Super Bowl XXV |
|                |                                |                                |                                |    |               |                                            |                                            |                                            |                               |                               |                               |                         |                         |  |  |                |                |                |                |                |
|                | 6 gennaio - Riverfront Stadium | 6 gennaio - Riverfront Stadium | 6 gennaio - Riverfront Stadium |    |               | 13 gennaio - Los Angeles Memorial Coliseum | 13 gennaio - Los Angeles Memorial Coliseum | 13 gennaio - Los Angeles Memorial Coliseum |                               |                               |                               |                         |                         |  |  |                |                |                |                |                |
|                | 6 gennaio - Riverfront Stadium | 6 gennaio - Riverfront Stadium | 6 gennaio - Riverfront Stadium |    |               | 13 gennaio - Los Angeles Memorial Coliseum | 13 gennaio - Los Angeles Memorial Coliseum | 13 gennaio - Los Angeles Memorial Coliseum |                               |                               |                               |                         |                         |  |  |                |                |                |                |                |
|                | 6 gennaio - Riverfront Stadium | 6 gennaio - Riverfront Stadium | 6 gennaio - Riverfront Stadium |    |               | 13 gennaio - Los Angeles Memorial Coliseum | 13 gennaio - Los Angeles Memorial Coliseum | 13 gennaio - Los Angeles Memorial Coliseum |                               |                               |                               |                         |                         |  |  |                |                |                |                |                |
|                | 6 gennaio - Riverfront Stadium | 6 gennaio - Riverfront Stadium | 6 gennaio - Riverfront Stadium |    |               | 13 gennaio - Los Angeles Memorial Coliseum | 13 gennaio - Los Angeles Memorial Coliseum | 13 gennaio - Los Angeles Memorial Coliseum |                               |                               |                               |                         |                         |  |  |                |                |                |                |                |
|                | 6                              | Houston                        | 14                             |    |               | 13 gennaio - Los Angeles Memorial Coliseum | 13 gennaio - Los Angeles Memorial Coliseum | 13 gennaio - Los Angeles Memorial Coliseum |                               |                               |                               |                         |                         |  |  |                |                |                |                |                |
|                | 6                              | Houston                        | 14                             | 3  | Cincinnati    | 10                                         |                                            |                                            |                               |                               |                               |                         |                         |  |  |                |                |                |                |                |
|                | 3                              | Cincinnati                     | 41                             | 3  | Cincinnati    | 10                                         |                                            |                                            | 20 gennaio - Rich Stadium     | 20 gennaio - Rich Stadium     | 20 gennaio - Rich Stadium     |                         |                         |  |  |                |                |                |                |                |
|                | 3                              | Cincinnati                     | 41                             | 2  | L.A. Raiders  | 20                                         |                                            |                                            | 20 gennaio - Rich Stadium     | 20 gennaio - Rich Stadium     | 20 gennaio - Rich Stadium     |                         |                         |  |  |                |                |                |                |                |
|                |                                |                                |                                | 2  | L.A. Raiders  | 20                                         |                                            |                                            | 20 gennaio - Rich Stadium     | 20 gennaio - Rich Stadium     | 20 gennaio - Rich Stadium     |                         |                         |  |  |                |                |                |                |                |
|                |                                |                                |                                |    |               |                                            |                                            |                                            | 20 gennaio - Rich Stadium     | 20 gennaio - Rich Stadium     | 20 gennaio - Rich Stadium     |                         |                         |  |  |                |                |                |                |                |
|                | 5 gennaio - Joe Robbie Stadium | 5 gennaio - Joe Robbie Stadium | 5 gennaio - Joe Robbie Stadium | 2  | L.A. Raiders  | 3                                          |                                            |                                            |                               |                               |                               |                         |                         |  |  |                |                |                |                |                |
|                | 5 gennaio - Joe Robbie Stadium | 5 gennaio - Joe Robbie Stadium | 5 gennaio - Joe Robbie Stadium | 2  | L.A. Raiders  | 3                                          | 12 gennaio - Rich Stadium                  |                                            |                               |                               |                               |                         |                         |  |  |                |                |                |                |                |
|                | 5 gennaio - Joe Robbie Stadium | 5 gennaio - Joe Robbie Stadium | 5 gennaio - Joe Robbie Stadium |    | 1             | Buffalo                                    | 51                                         |                                            |                               |                               |                               |                         |                         |  |  |                |                |                |                |                |
|                | 5 gennaio - Joe Robbie Stadium | 5 gennaio - Joe Robbie Stadium | 5 gennaio - Joe Robbie Stadium |    | 1             | Buffalo                                    | 51                                         |                                            |                               |                               |                               |                         |                         |  |  |                |                |                |                |                |
|                | 5                              | Kansas City                    | 16                             |    |               |                                            |                                            |                                            |                               |                               |                               |                         |                         |  |  |                |                |                |                |                |
|                | 5                              | Kansas City                    | 16                             | 4  | Miami         | 34                                         |                                            |                                            |                               |                               |                               |                         |                         |  |  |                |                |                |                |                |
|                | 4                              | Miami                          | 17                             | 4  | Miami         | 34                                         |                                            |                                            | 27 gennaio - Tampa Stadium    | 27 gennaio - Tampa Stadium    | 27 gennaio - Tampa Stadium    |                         |                         |  |  |                |                |                |                |                |
|                | 4                              | Miami                          | 17                             | 1  | Buffalo       | 44                                         |                                            |                                            | 27 gennaio - Tampa Stadium    | 27 gennaio - Tampa Stadium    | 27 gennaio - Tampa Stadium    |                         |                         |  |  |                |                |                |                |                |
|                |                                |                                |                                | 1  | Buffalo       | 44                                         |                                            |                                            |                               | 27 gennaio - Tampa Stadium    | 27 gennaio - Tampa Stadium    |                         |                         |  |  |                |                |                |                |                |
|                |                                |                                |                                |    |               |                                            |                                            |                                            |                               | 27 gennaio - Tampa Stadium    | 27 gennaio - Tampa Stadium    |                         |                         |  |  |                |                |                |                |                |
|                | 6 gennaio - Soldier Field      | 6 gennaio - Soldier Field      | 6 gennaio - Soldier Field      | A1 | Buffalo       | 19                                         |                                            |                                            |                               |                               |                               |                         |                         |  |  |                |                |                |                |                |
|                | 6 gennaio - Soldier Field      | 6 gennaio - Soldier Field      | 6 gennaio - Soldier Field      | A1 | Buffalo       | 19                                         | 13 gennaio - Giants Stadium                |                                            |                               |                               |                               |                         |                         |  |  |                |                |                |                |                |
|                | 6 gennaio - Soldier Field      | 6 gennaio - Soldier Field      | 6 gennaio - Soldier Field      |    | N2            | N.Y. Giants                                | 20                                         |                                            |                               |                               |                               |                         |                         |  |  |                |                |                |                |                |
|                | 6 gennaio - Soldier Field      | 6 gennaio - Soldier Field      | 6 gennaio - Soldier Field      |    | N2            | N.Y. Giants                                | 20                                         |                                            |                               |                               |                               |                         |                         |  |  |                |                |                |                |                |
|                | 6                              | New Orleans                    | 6                              |    |               |                                            |                                            |                                            |                               |                               |                               |                         |                         |  |  |                |                |                |                |                |
|                | 6                              | New Orleans                    | 6                              | 3  | Chicago       | 3                                          |                                            |                                            |                               |                               |                               |                         |                         |  |  |                |                |                |                |                |
|                | 3                              | Chicago                        | 16                             | 3  | Chicago       | 3                                          |                                            |                                            | 20 gennaio - Candlestick Park | 20 gennaio - Candlestick Park | 20 gennaio - Candlestick Park |                         |                         |  |  |                |                |                |                |                |
|                | 3                              | Chicago                        | 16                             | 2  | N.Y. Giants   | 31                                         |                                            |                                            | 20 gennaio - Candlestick Park | 20 gennaio - Candlestick Park | 20 gennaio - Candlestick Park |                         |                         |  |  |                |                |                |                |                |
|                |                                |                                |                                | 2  | N.Y. Giants   | 31                                         |                                            |                                            | 20 gennaio - Candlestick Park | 20 gennaio - Candlestick Park | 20 gennaio - Candlestick Park |                         |                         |  |  |                |                |                |                |                |
|                |                                |                                |                                |    |               |                                            |                                            |                                            | 20 gennaio - Candlestick Park | 20 gennaio - Candlestick Park | 20 gennaio - Candlestick Park |                         |                         |  |  |                |                |                |                |                |
|                | 5 gennaio - Veterans Stadium   | 5 gennaio - Veterans Stadium   | 5 gennaio - Veterans Stadium   | 2  | N.Y. Giants   | 15                                         |                                            |                                            |                               |                               |                               |                         |                         |  |  |                |                |                |                |                |
|                | 5 gennaio - Veterans Stadium   | 5 gennaio - Veterans Stadium   | 5 gennaio - Veterans Stadium   | 2  | N.Y. Giants   | 15                                         | 12 gennaio - Candlestick Park              |                                            |                               |                               |                               |                         |                         |  |  |                |                |                |                |                |
|                | 5 gennaio - Veterans Stadium   | 5 gennaio - Veterans Stadium   | 5 gennaio - Veterans Stadium   |    | 1             | San Francisco                              | 13                                         |                                            |                               |                               |                               |                         |                         |  |  |                |                |                |                |                |
|                | 5 gennaio - Veterans Stadium   | 5 gennaio - Veterans Stadium   | 5 gennaio - Veterans Stadium   |    | 1             | San Francisco                              | 13                                         |                                            |                               |                               |                               |                         |                         |  |  |                |                |                |                |                |
|                | 5                              | Washington                     | 20                             |    |               |                                            |                                            |                                            |                               |                               |                               |                         |                         |  |  |                |                |                |                |                |
|                | 5                              | Washington                     | 20                             | 5  | Washington    | 10                                         |                                            |                                            |                               |                               |                               |                         |                         |  |  |                |                |                |                |                |
|                | 4                              | Philadelphia                   | 6                              | 5  | Washington    | 10                                         |                                            |                                            |                               |                               |                               |                         |                         |  |  |                |                |                |                |                |
|                | 4                              | Philadelphia                   | 6                              | 1  | San Francisco | 28                                         |                                            |                                            |                               |                               |                               |                         |                         |  |  |                |                |                |                |                |

### Vincitore
| Vincitori del Super Bowl XXV 150px New York Giants 6º titolo (2º Super Bowl) |

## Premi individuali
| MVP della NFL                 | Joe Montana, Quarterback, San Francisco |
| Allenatore dell'anno          | Jimmy Johnson, Dallas                   |
| Giocatore offensivo dell'anno | Warren Moon, Quarterback, Houston       |
| Difensore dell'anno           | Bruce Smith, Defensive End, Buffalo     |
| Rookie offensivo dell'anno    | Emmitt Smith, Running back, Dallas      |
| Rookie difensivo dell'anno    | Mark Carrier, Safety, Chicago           |